# Andrés de Urdaneta

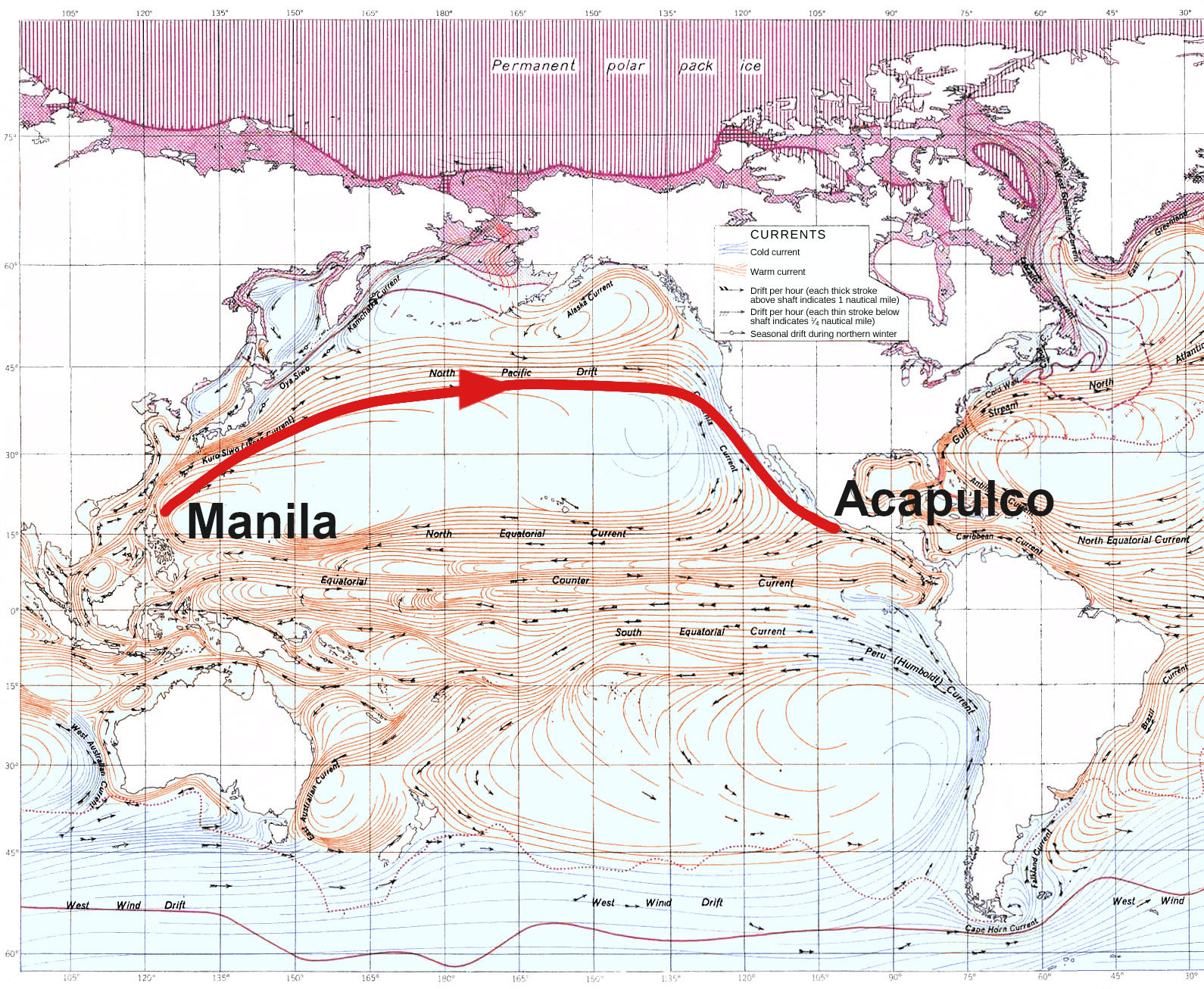
Severní cesta Tichým oceánem, objevená André de Urdanetou

Fray Andrés de Urdaneta (1498 Španělsko – 3. června 1568 Mexiko) byl astronom, kněz a španělský mořeplavec, později mnich. Jako první objevil a zdokumentoval dlouho hledanou námořní cestu přes Tichý oceán ze západu na východ z čerstvě kolonizovaných Filipínských ostrovů do Acapulca v Mexiku, která je známá jako Urdanetova cesta (Ruta de Urdaneta) či zpáteční cesta.

## Objev cesty Tichým oceánem
Již v roce 1525 se účastnil Loaisovy plavby k Molukám, kde byl Portugalci zajat a osvobozen až Álvarem Saavedrou v roce 1528. V době portugalského zajetí shromažďoval od čínských a malajských námořníků informace o pasátech a proudech v západním Tichém oceánu. Po návratu se stal mnichem, zabýval se i nadále problémy nautiky. V roce 1564 se účastnil výpravy Legaspiho na Filipíny v naději, že nalezne Jižní zemi a bude se moci věnovat misijní činnosti. Po dobytí Cebu, jižní části Luzonu a založení Manily se část Legaspiho expedice vrátila do Mexika. Na Urdanetovu radu zvolil kapitán Alonso de Arellano, mnohem severnější trasu a doplul k západnímu pobřeží Ameriky, což se před nimi nikomu nepodařilo. Pod vedením Urdanety pak vyplula v červnu 1565 další loď San Pedro, zamířila k severu, kde nalezla vhodné větry a již na počátku září se octla v amerických vodách. Tím byl vyřešen problém trvalého spojení mezi Mexikem a Filipínami. Tudy později pluly manilské galeony, které přivážely z Filipín do Mexika různé koření a zboží. Záhy se proto staly vyhledávaným cílem anglických a holandských korzárů, kteří pronikli do Tichého oceánu.

## Dílo
- Fray Andrés de Urdaneta, Relación sumaria del viaje y sucesos del comendador Loaysa. Valladolid 1536.